# Nils Persson Nordin
Nils Persson Nordin, efter landsflykt till USA känd under namnet William (Wilhelm) Hallander, ursprungligen Nils Peter Persson, född 15 oktober 1824 i Örja socken i Malmöhus län, död 27 januari 1907 i Brooklyn, New York i USA, var en svensk tidningsman och direktör.

## Biografi
Nordin föddes i Örja socken strax utanför Landskrona som son till åbon Per Jeppsson och Gerda Jonsdotter. Han blev under studierna vid Lunds universitet vän med Fredrik Theodor Borg och Carl Wilhelm Bergman och tillsammans med dessa påverkades han stort av författarna från den tyska ungdomsrörelsen Junges Deutchland och reste 1847 tillsammans med dessa två till Stockholm med målet att reformera det svenska samhället. Nordin var den mest ekonomiskt välsituerade av de tre och det var med hans faders ekonomiska stöd som deras första verksamheter i Stockholm kunde finansieras. Tillsammans öppnade Borg och Nordin nyåret 1848 en reformskola för gossar, vilken dock fick stänga efter två år på grund av för lågt elevantal. Paret startade även 1850 den kortlivade tidskriften Reform, en tidning för politisk ekonomi som var språkrör för Stockholms arbetarförening (Sveriges första) som grundats samma år av bland andra Borg. År 1852 avlade Nordin efter hårda påtryckningar från sin far kansliexamen och kameralexamen vid Lunds universitet och började därefter arbeta som extraordinarie tjänsteman i ett av verken i Stockholm. Han gifte sig 1856 i Stockholm med Vendela Nordlander, dotter till Eric Nordlander som när han avlidit 1847 varit en av Sveriges rikaste män.
Tillsammans flyttade paret till Helsingborg där Nordin 1861 köpte det anrika Hotell Mollberg. Som bostad köpte de landeriet Närlunda utanför staden. Som så många av sina reformvänner var Nordin även politiskt aktiv och han var 1864 till 1872 vice ordförande i Helsingborgs stadsfullmäktige. Nordin beskrivs att ha en "obetvinglig lust för ett extravagant levnadssätt" och bara åtta år efter giftermålet ska hustruns hela förmögenhet ha varit spenderad. Han blev 1872 kamrer vid Helsingborg–Hässleholms Järnväg. Där var han kamrer fram till 1885 då det i Helsingborgs Dagblad rapporterades att han begärt tjänstledigt från den 1 juli tills vidare för att resa till Stockholm. Den 8 juli rapporterade sedan samma tidning om att rykten var i omlopp om att det fanns dubbletter av flera av bolagets aktier och att det på grund av gällande omständigheter inte kunde ha handlat om slarv eller oaktsamhet. Enligt tidningen bör det ha avsiktligen utförts av någon med tillgång till företagets bokhållning. Helsingborgs Dagblad avstod dock att spekulera i vem detta var med hänvisning till pågående utredning. Den 9 juli sammanträdde styrelsen vid järnvägen för att ta del av den interna utredningen. Det visade sig att när företaget för första gången det året skulle ge utdelning på sina aktier hade olika aktieägare presenterat dubbletter av vissa aktier, alltså utställda med samma serienummer. När företaget anmodade sina aktieägare att vid det tillfället presentera sin aktier upptäcktes 76 dubbletter, men 700 till 800 aktier hade ännu inte uppvisats. Styrelsen beslutade därefter att stänga av Nordin från sin tjänst. Däremot restes inget åtal då det inte fanns någon direkt bevisning som pekade mot Nordin. Dock gav styrelsen senare stadsfiskal Nils Aschan i Malmö i uppdrag att utreda frågan. Han kunde konstatera att verkställande direktörens namnteckning på de dubbla aktiebreven var förfalskad och flera graverande omständigheter pekade mot Nordin. En häktningsorder utfärdades, men i mitten av augusti 1885 försvann Nordin från Helsingborg.
För att undvika fängelsestraff flydde Nordin 1886 till USA där han tog namnet William Hallander och blev redaktör för den nystartade tidningen Skandinavia i Worcester, Massachusetts. Därefter var han redaktör för Bostontidningen Vega fram till att denna lades ner, varefter han blev redaktör för tidningen Tiden i Providence, Rhode Island. Efter att även denna lagts ner flyttade Nordin tillbaka till Boston där han skrev Bostonbref och artiklar till tidningen Nordstjernan i New York. Han erbjöds 1893 redaktörskapet för tidningen, vilket han antog. I USA gifte han på 1890-talet om sig med poeten Anna Jacobsson. Under slutet av sitt liv var Nordin bosatt på Andrew Johnsons hem för ålderstigna män i South Brooklyn tillsammans med sin hustru. Han avled på Swedish Hospital i Brooklyn den 27 januari 1907 vid en ålder av 82 år.